# Haljala kommun
Haljala kommun (estniska: Haljala vald) är en kommun i landskapet Lääne-Virumaa i norra Estland. Kommunen ligger vid Finska viken, cirka 80 kilometer öster om huvudstaden Tallinn. Småköpingen Võsu utgör kommunens centralort.
Den 25 oktober 2017 uppgick Vihula kommun i Haljala kommun.

## Geografi
Haljala kommun ligger vid Finska vikens södra strand. Kuststräckan präglas av kalkstensformationen Baltiska klinten som bildar en märkbar kant längsmed kommunens kust. Terrängen i kommunen är huvudsakligen platt.
De ensligt belägna obebodda öarna Sala saar (Lõuna-Uhtju, Södra Uhtju) och  Uhtju saar (Põhja-Uhtju, Norra Uhtju) samt Stenskär hör till kommunen. Stenskär utgör den nordligaste punkten i Estland.

## Orter
I Haljala kommun finns två småköpingar samt 72 byar.

### Småköpingar
- Haljala
- Võsu (centralort)

### Byar
- Aaspere
- Aasu
- Aasumetsa
- Aaviku
- Adaka
- Altja
- Andi
- Annikvere
- Auküla
- Eisma
- Eru
- Essu
- Haili
- Idavere
- Ilumäe
- Joandu
- Kakuvälja
- Kandle
- Karepa
- Karula
- Kavastu
- Kisuvere
- Kiva
- Koljaku
- Koolimäe
- Korjuse
- Kosta
- Kõldu
- Kärmu
- Käsmu
- Lahe
- Lauli
- Lihulõpe
- Liiguste
- Lobi
- Metsanurga
- Metsiku
- Muike
- Mustoja
- Natturi
- Noonu
- Oandu
- Paasi
- Pajuveski
- Palmse
- Pedassaare
- Pehka
- Pihlaspea
- Põdruse
- Rutja
- Sagadi
- Sakussaare
- Salatse
- Sauste
- Tatruse
- Tepelvälja
- Tidriku
- Tiigi
- Toolse
- Tõugu
- Uusküla
- Vainupea
- Vanamõisa
- Varangu
- Vatku
- Vergi
- Vihula
- Vila
- Villandi
- Võhma
- Võle
- Võsupere